# Actinoptera montana
Actinoptera montana es una especie de insecto del género Actinoptera de la familia Tephritidae del orden Diptera.

## Historia
Meijere la describió científicamente por primera vez en el año 1924.